# Trei culori
Trei culori (Tres colores) fue el himno nacional de la República Socialista de Rumanía desde 1977 hasta 1989, durante la presidencia de Nicolae Ceausescu. Tras su derrocamiento, el himno fue remplazado por Deşteaptă-te, române!. Trei culori estaba basado en una canción patriótica rumana con el mismo título (música y letra de Ciprian Porumbescu), pero con la música extendida y la letra modificada por el Partido Comunista Rumano.

## Letra

### Letra del himno oficial
| En rumano | En cirílico rumano | En griego rumano |
| I Trei culori cunosc pe lume, Amintind de-un brav popor, Ce-i viteaz, cu vechi renume, În luptă triumfător. II Multe secole luptară Străbunii noștri eroi, Să trăim stăpîni în țară, Ziditori ai lumii noi. III Roșu, galben și albastru Este-al nostru tricolor, Se înalță ca un astru Gloriosul meu popor. IV Sîntem un popor în lume Strîns unit și muncitor, Liber, cu un nou renume Și un țel cutezător. V Azi partidul ne unește Și pe plaiul românesc Socialismul se clădește Prin elan muncitoresc. VI Pentru-a patriei onoare, Vrăjmașii-n luptă-i zdrobim. Cu alte neamuri sub soare, Demn, în pace, să trăim. VII Iar tu, Românie mîndră, Tot mereu să dăinuiești Și în comunista eră Ca o stea să strălucești. | Трей кꙋлорй кꙋноск пе лꙋме, Аминтинд де-ꙋн брав попор, Че-й витѣз, кꙋ векь ренꙋме, Ꙟ҆ лꙋптъ тріꙋмфътор. Мꙋлте секоле лꙋптаръ Стръбꙋний нощрй є҆рой, Съ тръйм стъпꙟ҆й ꙟ҆ царъ, Зидиторй ай лꙋмий ной. Рошꙋ, галбен ши албастрꙋ Є҆́сте-ал нострꙋ триколор. Се ꙟ҆алцъ ка ꙟ҆ астрꙋ Глоріосꙋл меꙋ попор. Сꙋнтем ꙋн попор ꙟ҆ лꙋме Стрѫнс ꙋнит ши мꙋнчитор, Либер, кꙋ ꙋн ноꙋ ренꙋме Ши ꙋн цел кȣтезътор. Азй партидꙋл не ꙋнеще Ши пе плаюл Ромѫнеск Сочалисмꙋд се клъдеще, Прин є҆лан мꙋнчитореск. Пентрꙋ-а патріей ѡноаре, Връжмаший-н лꙋптъ-й здробим. Кꙋ алте нѣмꙋрй сꙋб соаре, Демн, ꙟ҆ паче, съ тръйм. Ꙗр тꙋ, Ромѫніе мꙟ҆дръ, Тот мереꙋ съ дъйнꙋѥстй Ши ꙟ҆ комꙋниста є҆ръ Ка ѡ стѣ съ стрълꙋчещй. | Τρει κουλορι κουνοσκ πε λουμε, Αμιντινδ δε-ουν βραϝ ποπορ, Κ̇ε-ι ϝιτεαζ, κου ϝεκι ρενουμε, Υν λουπτε̱ τριουμφε̱τορ. Μουλτε σεκολε λουπταρε̱ Στρε̱βουνιι νοσ̇τρι εροι, Σε̱ τρε̱ιμ στε̱πυνι υν τζαρε̱, Ζιδιτορι αι λουμιι νοι. Ροσ̇ου, γαλβεν σ̇ι αλβαστρου Εστε-αλ νοστρου τρικολορ. Σε υναλτζε̱ κα ουν αστρου Γλοριοσουλ μευ ποπορ. Σουντεμ ουν ποπορ υν λουμε Στρυνσ ουνιτ σ̇ι μουνκ̇ιτορ, Λιβερ, κου ουν νοου ρενουμε Σ̇ι ουν τζελ κουτεζε̱τορ. Αζι παρτιδουλ νε ουνεσ̇τε Σ̇ι πε πλαιουλ ρομυνεσκ Σοκ̇αλισμουλ σε κλε̱δεσ̇τε, Πριν ελαν μουνκ̇ιτορεσκ. Πεντρου-α πατριει ονοαρε, Ϝρε̱ζ̇μασ̇τιι-ν λουπτε̱-ι ζδροβιμ. Κου αλτε νεαμουρι σουβ σοαρε, Δεμν, υν πακ̇ε, σε̱ τρε̱ιμ. Ιαρ του, Ρομυνιε μυνδρε̱, Τοτ μερευ σε̱ δε̱ινουιεστι Σ̇ι υν κομουνιστα ερε̱ Κα ο στεα σε̱ στρε̱λουκ̇εσ̇τι. |

### En castellano
I

Tres colores conocen el mundo,

recordando un bravo pueblo,

Aquellos valientes, con vieja fama,

victoriosos en la batalla.

 

II

Muchos siglos lucharon, 

nuestros héroes antepasados,

para vivir dueños del país,

constructores del nuevo mundo.

III

Rojo, amarillo y azul

es nuestro tricolor.

Se eleva como una estrella

mi gloriosa nación.

IV

Somos un pueblo en el mundo,

apretado, unido y trabajador,

libre con nueva fama

y con un audaz objetivo.

V

Hoy el partido nos une

y en la tierra rumana

el socialismo se construye

con el entusiasmo de los trabajadores.

VI

Por el honor de nuestra patria,

a nuestros enemigos en la batalla los derrotaremos.

Con otras naciones, bajo el Sol,

dignos en paz viviremos.

VII

Y tú, orgullosa Rumania,

permanecerás siempre y para siempre,

y en la etapa comunista,

como una estrella brillarás.

### Letra de la canción original
| Letra en rumano | Letra en cirílico rumano | Letra en griego rumano |
| Trei culori cunosc pe lume Ce le țin de-un sfânt odor, Sunt culori de-un vechi renume Suveniri de-un brav popor. Roșu-i focul ce-mi străbate, Inima-mi plină de dor Pentru sânta libertate Și al patriei amor. Auriu ca mândrul soare Fi-va'l nostru viitor Pururea'n eternă floare Și cu luci netrecător Iar albastrul e credința Pentru nație ce-oi nutrim Credincioși fără schimbare Pân' la moarte o să-i fim Pân' pe cer și cât în lume Vor fi aste trei culori Vom avea un falnic nume Și un falnic viitor Iar când, fraților, m'oi duce De la voi ș'oi fi să mor Pe mormânt, atunci să-mi puneți Mândrul nostru tricolor | Трей кꙋлорй кꙋноск пе лꙋме Че ле цин де-ꙋн сѫнт одор, Сꙋнт кꙋлорй де-ꙋн векь ренꙋме Сꙋвенирй де-ꙋн брав попор. Рошꙋ-й фокꙋл че-мй стръбате, Инма-мй плинъ де дор Пентрꙋ сѫнта либертате Ши ал патріей амор. Аꙋрю ка мѫндрꙋл соаре Фи-ва'л нострꙋ вийтор Пꙋрꙋрѣ'н єтернъ флоаре Ши кꙋ лꙋчь нетрекътор Ꙗр албастрꙋл є крединца Пентрꙋ націе ке-ой нꙋтрим Крединкіошй фъръ скимбаре Пѫн' ла моарте ѡ съ-й фим Пѫн' пе чер ши кѫт ꙟ҆ лꙋме Вор фи асте трей кꙋлорй Вом авѣ ꙋн фалник нꙋме Ши ꙋн фалник вийтор Ꙗр кѫнд, фрацилор, м'ой дꙋке Де ла вой ш'ой фи съ мор Пе мормѫнт, атꙋнчй съ-мй пꙋнецй Мѫндрꙋл нострꙋ триколор. | Τρει κουλορι κουνοσκ πε λουμε Κ̇ε λε τζιν δε-ουν συντ οδορ, Σουντ κουλορι δε-ουν ϝεκι ρενουμε Σουϝενιρι δε-ουν βραϝ ποπορ. Ροσ̇ου-ι φοκουλ κ̇ε-μι στρε̱βατε, Ινιμα-μι πλινε̱ δε δορ Πεντρου συντα λιβερτατε Σ̇ι αλ πατριει αμορ. Αουριου κα μυνδρουλ σοαρε Φι-ϝα'λ νοστρου ϝιιτορ Πουρουρεα'ν ετερνα φλοαρε Σ̇ι κου λουκ̇ νετρεκε̱τορ Ιαρ αλβαστρουλ ε κρεδιντζα Πεντρου νατζιε κ̇ε-οι νουτριμ Κρεδινκ̇οσ̇ι φε̱ρε̱ σκιμβαρε Πυν' λα μοαρτε ο σε̱-ι φιμ Πυν' πε κ̇ερ σ̇ι κυτ υν λουμε Ϝορ φι αστε τρει κουλορι Ϝομ αϝεα ουν φαλνικ νουμε Σ̇ι ουν φαλνικ ϝιιτορ Ιαρ κυνδ, φρατζιλορ, μ'οι δουκ̇ε Δε λα ϝοι σ̇'οι φι σε̱ μορ Πε μορμυντ, ατουνκ̇ σε̱-μι πουνετζι Μυνδρουλ νοστρου τρικολορ. |